# Cerca de la ciudad
Cerca de la ciudad es una película dramática española estrenada en 1952, coescrita y dirigida por Luis Lucia y protagonizada por Adolfo Marsillach y Pepe Isbert.
La película consiguió un premio económico de 300.000 de pesetas en los premios otorgados por el Sindicato Nacional del Espectáculo.

## Sinopsis
Al Padre José, hijo de un ventrílocuo y recién salido del seminario, lo destinan como coadjutor para ayudar en una pequeña parroquia de un suburbio cerca de Madrid (es decir, "cerca de la ciudad"). Pero cuando llega se entera de que el párroco titular ha muerto, y ahora él debe hacerse cargo de la administración y el funcionamiento de la iglesia, hasta que el obispo tome una decisión definitiva. Los habitantes del lugar viven en condiciones materiales y morales deficientes. Sólo Doña Casilda, propietaria de la mejor casa del lugar, practica la religión a su manera. Ramón, el sacristán aficionado a los toros, pone al Padre José al corriente de los problemas del barrio.
Para llevar a cabo su labor, cuenta con la ayuda del sacristán, de un doctor altruista y de un muñeco de ventrílocuo llamado Pepito, que utilizaba su padre en las representaciones, con el cual empezará a ganarse a la chiquillada en las catequesis.

## Reparto
- Adolfo Marsillach como Padre José
- Pepe Isbert como Ramón
- Margarita Robles como Doña Casilda
- Manuel Kayser como Don Felipe
- Manuel Bermúdez 'Boliche' como El doctor
- Eugenio Domingo como Luis
- Paquito Camoiras como Paco
- José Moratalla como Manolo
- Luis Rodríguez como Candy
- Elías Rodríguez como Pepe
- Eduardo Fajardo como Antonio
- Fernando Aguirre como El tabernero
- Manuel Dicenta como Tabernario
- José Sepúlveda como Tabernario
- Casimiro Hurtado como Tabernario
- Miguel Pastor como Tabernario
- Manuel Guitián como Tabernario
- Goyo Lebrero como Tabernario
- Pedro Yáñez como Tabernario
- Domingo del Moral como Tabernario
- Marcial Gómez como Tabernario
- Arturo Marín como Chorizo
- Manuel Aguilera como Chorizo
- Ángel Álvarez como Juan, el sinvergüenza
- Manuel de Juan como El anticuario
- Manuel Arbó como El que le roban
- Francisco Bernal como	La autoridad
- Valeriano Andrés como	La autoridad
- Guillermo Méndez como	La autoridad
- Santiago Rivero como Director del periódico
- Beni Deus como Periodista
- José Villasante como Director de cine
- Antonio Ozores como Operador de cámara
- Matilde Artero como Criada de Doña Casilda